# Mahtab Gholizadeh

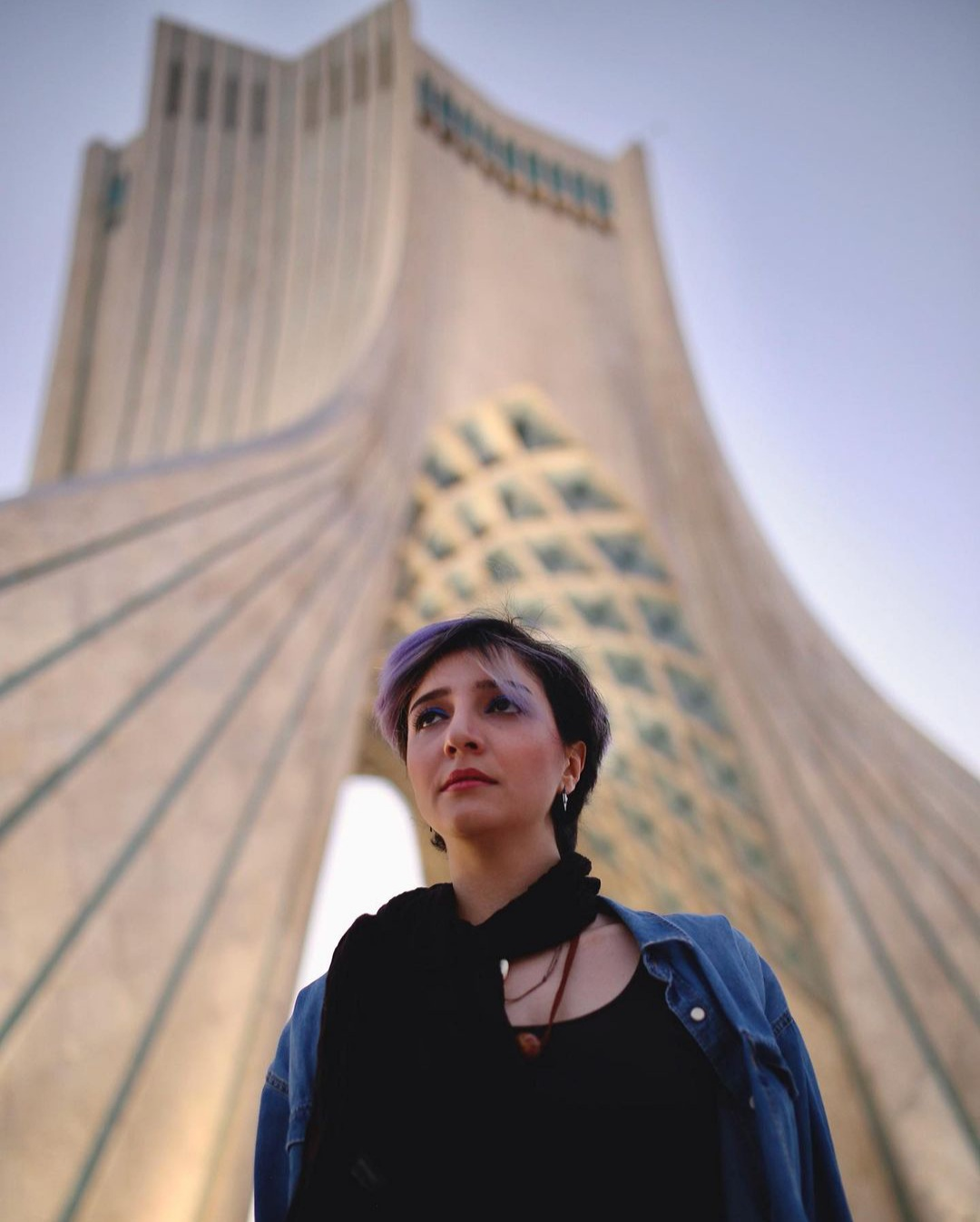
Mahtab Gholizadeh

Mahtab Gholizadeh (persisch مهتاب قلی‌زاده; geboren am 6. April 1988 in Garmsar) ist eine iranische Journalistin, die insbesondere in den Bereichen Makroökonomie, Politische Ökonomie und Frauenrechte arbeitet. Sie arbeitete als Journalistin für mehrere iranische Zeitungen wie Hayat-e-No, Shargh und Etemad. Jetzt arbeitet sie als freie Mitarbeiterin.
Gholizadeh wurde im Dezember 2021 mit Vorwürfen gegen das iranische Regime festgenommen und gegen eine Kaution von 10 Milliarden Iranischer Rial vorübergehend freigelassen. Das iranische Regime hinderte sie anschließend daran, das Land zu verlassen.